# Zdeno Chára
Zdeno Chára (ur. 18 marca 1977 w Trenczynie) – słowacki hokeista, reprezentant Słowacji, trzykrotny olimpijczyk.

## Kariera
- HC Dukla Trenczyn U18 (1994–1995)
- HC Dukla Trenczyn U20 (1995–1996)
- HC Dukla 2 Trenczyn (1995/1996)
- ŠHK 37 Piešťany (1995/1996)
- Sparta Praga U20, Sparta Praga (1996)
- Prince George Cougars (1996–1997)
- New York Islanders (1997–2001)
  -  Kentucky Thoroughblades (1997–1998)
  -  Lowell Lock Monsters (1998)
- HC Dukla Trenczyn (2001)
- Ottawa Senators (2001–2004)
- Färjestad BK (2004–2005)
- Ottawa Senators (2005–2006)
- Boston Bruins (2006–2020)
  -  HC Lev Praga (2012–2013)
- Washington Capitals (2020–2021)
- New York Islanders (2021–)

Wychowanek Dukli Trenczyn. Występował w słowackiej ekstralidze. W drafcie NHL z 1996 został wybrany przez New York Islanders i od tego roku występuje w Ameryce Północnej. Początkowo głównie w kanadyjskiej lidze juniorskiej WHL w ramach CHL, następnie w amerykańskiej lidze AHL, a od 1999 na stałe w rozgrywkach NHL. Tymczasowo w sezonie 2004/2005 grał w szwedzkiej Elitserien.
Jest najwyższym hokeistą jaki kiedykolwiek zagrał w NHL. Od 2006 zawodnik Boston Bruins i jednocześnie kapitan tej drużyny. W październiku 2010 przedłużył kontrakt z klubem o siedem lat.
Rekordzista pod względem szybkości strzału w lidze NHL (podczas konkursu umiejętności w NHL All-Star Game w 2011 krążek po jego strzale leciał z szybkością 170,4 km/h, w 2012 poprawił rekord uzyskując 175,1 km/h). Na świecie lepszy wynik uzyskał tego samego dnia 28 stycznia 2012 Rosjanin Aleksandr Riazancew (Traktor Czelabińsk) podczas analogicznego Meczu Gwiazd KHL (2011/2012) (183,67 km/h).
Od października 2012 do stycznia 2013 na okres lokautu w sezonie NHL (2012/2013) związany kontraktem z czeskim klubem HC Lev Praga. Pod koniec grudnia 2020 ogłoszono jego transfer do Washington Capitals. We wrześniu 2021 ponownie trafił do New York Islanders.
Uczestniczył w turniejach mistrzostw świata w 1999, 2000, 2001, 2004, 2005, 2007, 2012, Pucharu Świata 1996, zimowych igrzysk olimpijskich 2006, 2010, 2014 (podczas ceremonii otwarcia ZIO 2014 w Soczi był chorążym ekipy narodowej). W barwach zespołu Europy brał udział w turnieju Pucharu Świata 2016.

## Sukcesy

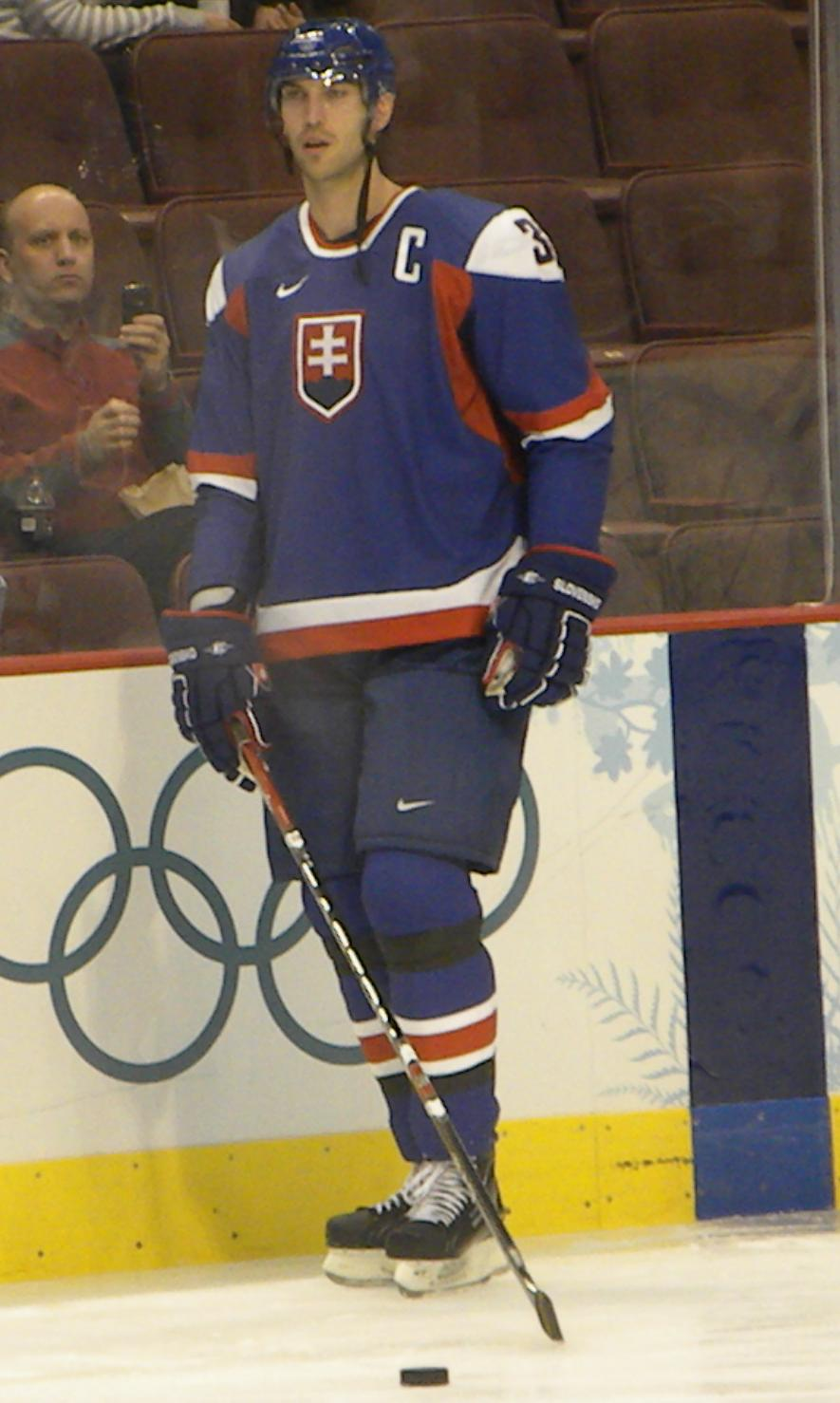
Zdeno Chára w barwach reprezentacji Słowacji podczas ZIO 2010 w Vancouver

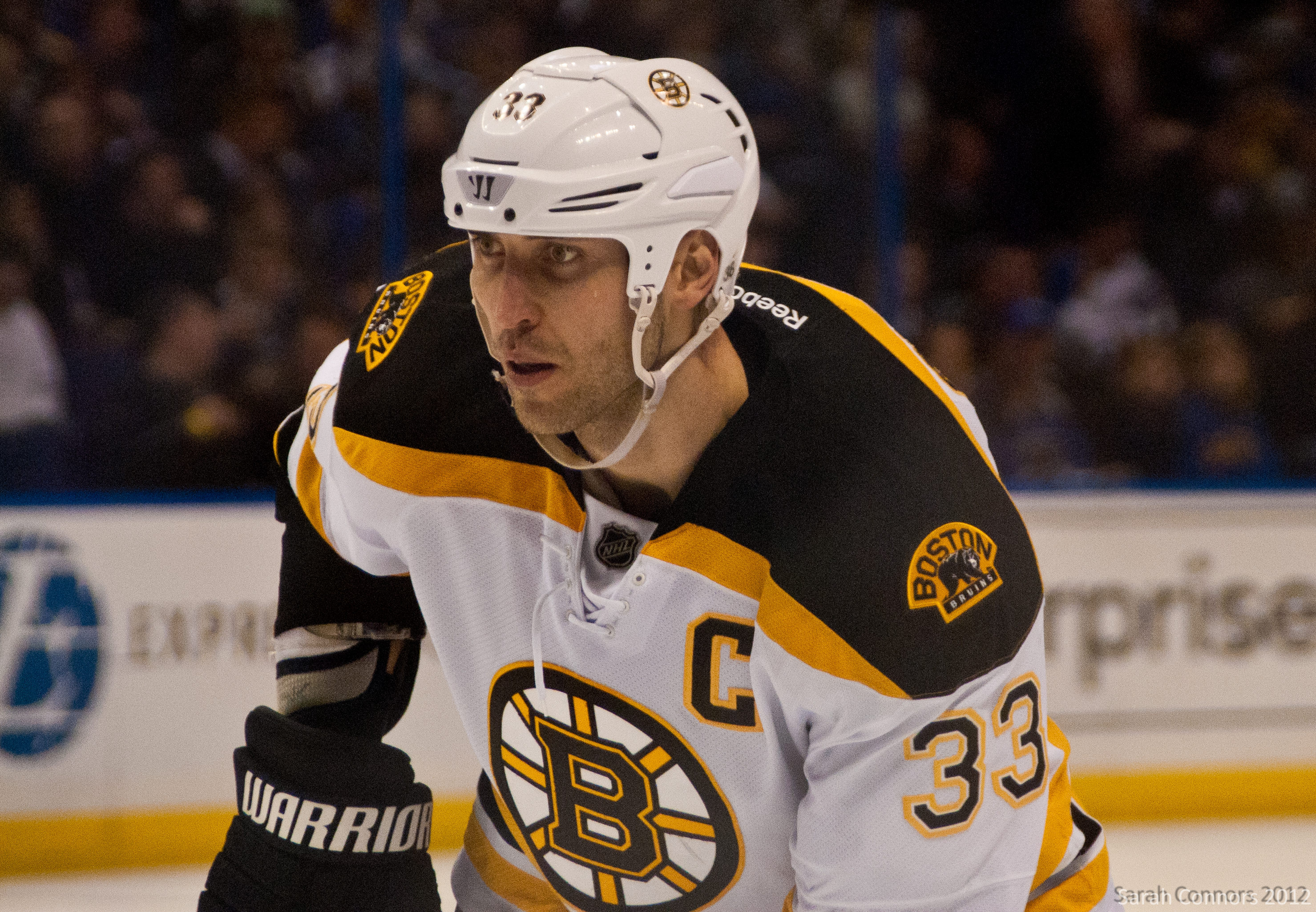
Zdeno Chára w barwach Boston Bruins (2012)

Reprezentacyjne
- Srebrny medal mistrzostw świata: 2000, 2012
- Finał Pucharu Świata: 2016 z kadrą Europy

Klubowe
- Mistrzostwo dywizji NHL: 2003, 2006 z Ottawa Senators, 2009, 2011, 2012 z Boston Bruins
- Presidents’ Trophy: 2003 z Ottawa Senators, 2014 z Boston Bruins
- Srebrny medal mistrzostw Szwecji: 2005 z Färjestad BK
- Mistrzostwo konferencji NHL: 2006 z Ottawa Senators, 2011, 2013 z Boston Bruins
- Prince of Wales Trophy: 2011, 2013 z Boston Bruins
- Puchar Stanleya: 2011 z Boston Bruins

Indywidualne
- NHL All-Star Game: 2004, 2008, 2009, 2012
- Mistrzostwa Świata w Hokeju na Lodzie 2004:
  - Skład gwiazd turnieju
- NHL (2008/2009):
  - James Norris Memorial Trophy
- NHL (2010/2011):
  - NHL Plus/Minus Award – pierwsze miejsce w klasyfikacji +/− w sezonie zasadniczym
  - Mark Messier Leadership Award
  - NHL Plus/Minus Award
- Mistrzostwa Świata 2012
  - Najlepszy obrońca turnieju wybrany przez dyrektoriat turnieju
  - Skład gwiazd turnieju wybrany w głosowaniu dziennikarzy
  - Jeden z trzech najlepszych zawodników reprezentacji
- Sezon KHL (2012/2013):
  - Mecz Gwiazd KHL (wybrany, nie wystąpił z powodu zakończenia powrotu do NHL)[10]

Wyróżnienia
- Krištáľové krídlo: 2022 (z reprezentacją), 2022 (indywidualnie)[11]
- Złoty Krążek: 2009, 2011, 2012, 2013
- Najlepszy słowacki obrońca: 2013[12]
- Order Ľudovíta Štúra II klasy[13]
- Galeria Sławy IIHF: 2025[14]

## Życie prywatne
- Jego ojciec Zdeněk Chára był zawodnikiem zapasów grecko-rzymskich[15].
- Porozumiewa się w językach: słowackim, czeskim, angielskim, niemieckim, szwedzkim, rosyjskim i polskim[16].
- Uzyskał stopień w zakresie planowania finansowego na kanadyjskiej uczelni Algonquin College w Ottawie[17].
- Jego żoną została Tatiana Biskupicová (ślub w 2007), mają córkę Elliz (ur. 2009)[18].